# مطعم الأشباح
مطعم الأشباح (باليابانية: 怪談レストラン، بالروماجي: Kaidan Resutoran) هي سلسلة قصص مصورة يابانية للأطفال. تأخذ الكتب شكل مختارات من الرعب، من تأليف ميوكو ماتسوتاني ورسوم يوشيكازو تاكاي وكوميكو كاتو. في عام 2007 نشرت 50 مجلدًا من قبل دوشينشا، وأكثر من 8 ملايين نسخة من الكتب قد نشرت حتى الآن. اقتبست إلى أنمي تلفزيوني، عرض في 13 أكتوبر عام 2009 واستمر عرضه حتى 8 يونيو عام 2010، على تلفزيون أساهي، وتكون من 23 حلقة.

## القصة
تدور أحداث عن ريكو وشو وأكو، الذين كتشفوا وجود أشباح في مطعم، فيقرر الثلاثة المغامرة
والبحث عن الأشباح.

## الشخصيات

### الشخصيات الرئيسية
أكو أوزورا (باليابانية: 大空 アコ، بالروماجي: Ōzora Ako)
مؤدية الصوت: ريوكو شيرايشي
شو كوموتو (باليابانية: 甲本 ショウ، بالروماجي: Kōmoto Shō)
مؤدي الصوت: هيرو يوكي
ريكو ساكوما (باليابانية: 佐久間 レイコ، بالروماجي: Sakuma Reiko)
مؤدي الصوت: ماسومي أسانو
الشبح (باليابانية: おばけギャルソン، بالروماجي: Obake Garuson)
مؤدي الصوت: هيرواكي هيراتا

### شخصيات أخرى
ميساكوبو يوما (باليابانية: 水窪 ユウマ، بالروماجي: Misakubo Yūma)
مؤدي الصوت: يوشيهيسا كاواهارا
تاكوما (باليابانية: たくま، بالروماجي:  Takuma)
مؤدي الصوت: هيسايوشي سوغانوما
إيشيموتو ميتشيكو (باليابانية: 石本 みちこ، بالروماجي: Ishimoto Michiko)
مؤدية الصوت: ماكيكو ويوشيما
كوادا ماري (باليابانية: 小和田 まり، بالروماجي: Kowada Mari)
مؤدية الصوت: يوكو ياجيما
أوزورا كازويا (باليابانية: 大空 カズヨ، بالروماجي: Oozora Kazuyo)
مؤدية الصوت: أي مايدا
أوزورا كوجي (باليابانية: 大空 コウジ، بالروماجي: Oozora Kouji)
مؤدي الصوت: كينتارو إيتو
بونتا أوزورا (باليابانية: 大空 ブンタ، بالروماجي: Ōzora Bunta)
مؤدي الصوت: فويوكا أورا
كيتشوم (باليابانية: きっちょむ، بالروماجي: Kicchomu)

## وصلات خارجية
- موقع الأنمي الرسمي (باليابانية)
- DailyRadar's AnimeBlip Page on Kaidan Restaurant نسخة محفوظة 7 ديسمبر 2009 على موقع واي باك مشين.

مطعم الأشباح على موقع ANN anime (الإنجليزية)